# Clinical and Experimental Rheumatology
Clinical and Experimental Rheumatology, abgekürzt Clin. Exp. Rheumatol., ist eine wissenschaftliche Fachzeitschrift, die vom Via Santa Maria-Verlag veröffentlicht wird. Die Zeitschrift erscheint mit sechs Ausgaben im Jahr. Es werden Arbeiten veröffentlicht, die sich mit Rheuma beschäftigen.
Der Impact Factor des Journals lag im Jahr 2014 bei 2,724. Nach der Statistik des ISI Web of Knowledge wird das Journal mit diesem Impact Factor in der Kategorie Rheumatologie an 13. Stelle von 32 Zeitschriften geführt.